# Eine geheime Liebe
Eine geheime Liebe (Originaltitel: A Secret Love) ist ein Dokumentarfilm von Chris Bolan. Er wurde am 29. April 2020 von Netflix veröffentlicht. Er erzählt die Lebens- und Liebesgeschichte der früheren Profi-Baseballspielerin Terry Donahue und ihrer Partnerin Pat Henschel, die fast 70 Jahre zusammenlebten, bevor sie sich zu einem Coming-out innerhalb der Familie entschlossen.

## Hintergrund
Die Kanadierinnen Terry Donahue und Pat Henschel lernten sich 1947 kennen. Terry Donahue spielte um diese Zeit in der ersten professionellen amerikanischen Baseball-Frauenliga, der All-American Girls Professional Baseball League, die auch durch den Film Eine Klasse für sich (A League of Their Own) bekannt ist. Nach dem Ende ihrer Sportkarriere lebte das Paar zusammen in Chicago.
Aus Sicht ihrer Familien waren sie Freundinnen, die sich aus freundschaftlicher Verbundenheit und aus finanziellen Gründen eine Wohnung teilten. Auch Terrys Nichte Diana, die zu beiden ein enges Verhältnis hatte, genügte dies als Erklärung. Außerhalb der Familie stellten sich Pat und Terry häufig als Cousinen vor.
Im Jahr 2009, nachdem sie über 60 Jahre zusammengelebt hatten, entschieden sie sich für ein Coming-out gegenüber Terrys Familie. Dianas Sohn Chris Bolan – Terrys Großneffe – war von ihrer Lebensgeschichte fasziniert und beschloss, einen Dokumentarfilm über sie zu drehen. Zwischen 2013 und 2018 dokumentierte er das Leben des Paares.

## Inhalt
Anhand von Fotoalben, Briefen, privaten Videoaufnahmen und Erinnerungsstücken erzählen Pat und Terry ihre Geschichte. Der Film begleitet das Paar durch eine Zeit neuer Herausforderungen und Lebensentscheidungen: Da sich altersbedingt ihr Gesundheitszustand verschlechtert, beschließen sie nach langem Zögern, ins betreute Wohnen umzuziehen. An ihrem neuen Wohnort feiern sie schließlich nach fast 70 gemeinsamen Jahren ihre Hochzeit.

## Veröffentlichung
Die Filmpremiere war für März 2020 auf dem Filmfestival South by Southwest geplant. Aufgrund der COVID-19-Pandemie wurde die Vorstellung abgesagt und der Film kurz darauf, am 29. April 2020, durch den Streaming-Dienst Netflix veröffentlicht.

## Rezeption
Eine geheime Liebe erhielt weitgehend positive Kritiken. Katie Walsh in der Chicago Tribune nannte den Film eine wahrhaft große Liebesgeschichte. Shannon Keating befand in ihrer Kritik für BuzzFeed.News, obwohl der Film als Liebesgeschichte vermarktet werde, seien die eigentlichen Themen des Films komplizierter. Sie kritisierte, dass der Film sich zu sehr mit den Auswirkungen von Pats und Terry Coming-out auf die Familie beschäftige, anstatt mit der Geschichte der beiden Frauen selbst, ohne dabei aber zu hinterfragen, welchen Anteil die Familie daran hatte, dass die beiden Protagonistinnen jahrzehntelang nicht glaubten, im Familienkreis über ihre Beziehung sprechen zu können. Der Film, ebenso wie die Art, in der er vermarktet werde, beschäftige sich zu sehr mit dem Leben im Verborgenen und dem Coming-out – und gebe damit den Blick des heterosexuellen Umfelds wieder.
Zu einem anderen Schluss kam Patrick Heidmann auf der Plattform Queer.de: Die Darstellung des Versteckens und des späten Coming-outs sind ihm zufolge die stärksten Aspekte des Films. Insgesamt sei der Film „wunderbar anrührend“ und lebe „ganz von den beiden fantastisch starken und humorvollen Protagonistinnen“. Dabei habe er „es nie nötig, reißerisch oder allzu dramatisch daherzukommen“.
Auch Rajko Burchardt beschäftigte sich in seiner Rezension für Perlentaucher mit dem Blickwinkel des Regisseurs. Dass Chris Bolan ein enges Verhältnis zu den in seinem Film porträtierten Frauen habe, sei „gleichermaßen hinderlich wie produktiv“. Die Frage, ob die Familie für das langjährige Leben im Verborgenen mitverantwortlich gewesen sei, bleibe zwar unbeantwortet. Insgesamt gelinge es dem Regisseur aber, seine Position in dem Geflecht von familiären Beziehungen zu seiner Stärke zu machen.